# Labuan
För andra betydelser, se Labuan (olika betydelser).

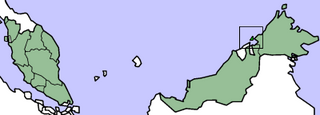
Labuans läge.

Labuans flagga

Labuan är ett av tre federala territorier (de övriga är huvudstäderna Kuala Lumpur och Putrajaya) i Malaysia och ligger cirka 8 kilometer utanför Borneos kust. Befolkningen uppgick till 87 600 invånare år 2008, på en yta av 92 kvadratkilometer. Den administrativa huvudorten är Bandar Labuan (även kallad Victoria).  
Det federala territoriet omfattar huvudön Labuan (75 km²) samt sex mindre öar. Labuan var fram till den 16 april 1984 en del av delstaten Sabah. Labuan har tidigare tillhört sultanatet Brunei och sedan Storbritannien. Labuan är känt som handelscentrum och offshore-ekonomi samt ett turistmål för bland annat invånare i Brunei.